# Parasemia flava-obsoleta
Parasemia flava-obsoleta là một loài bướm đêm thuộc phân họ Arctiinae, họ Erebidae.